# Campeonato Europeo de Gimnasia Rítmica de 2022
El XXXVIII Campeonato Europeo de Gimnasia Rítmica se celebró en Tel Aviv (Israel) entre el 15 y el 19 de junio de 2022 bajo la organización de la Unión Europea de Gimnasia (UEG) y la Federación Israelí de Gimnasia.
Las competiciones se realizaron en las instalaciones de Expo Tel Aviv. 
Las gimnastas de Rusia y Bielorrusia fueron excluidas de este campeonato debido a la invasión rusa de Ucrania.

## Resultados
| Evento                                       | Oro | Plata | Bronce |
| -------------------------------------------- | --- | --- | --- |
| Concurso completo ind. (18.06)               | Daria Atamanov Israel 136,900 pts. | Boriana Kalein Bulgaria 135,500 pts. | Stiliana Nikolova Bulgaria 131,650 pts. |
| Pelota (19.06)                               | Boriana Kalein Bulgaria 35,350 | Sofia Raffaeli · Italia · 34,250 | Darja Varfolomeev · Alemania · 33,750 |
| Mazas (19.06)                                | Sofia Raffaeli · Italia · 34,550 | Daria Atamanov Israel 34,250 | Darja Varfolomeev · Alemania · 33,150 |
| Cinta (19.06)                                | Boriana Kalein Bulgaria 34,050 | Daria Atamanov Israel 33,750 | Adi Asya Katz Israel 32,600 |
| Aro (19.06)                                  | Sofia Raffaeli · Italia · 36,000 | Daria Atamanov Israel 34,900 | Boriana Kalein Bulgaria 33,900 |
| Conjuntos 5 con aro (19.06)                  | Italia · Martina Centofanti · Agnese Duranti · Alessia Maurelli · Daniela Mogurean · Laura Paris · Martina Santandrea · 36,650                                             | Israel Shani Bakanov Adar Friedmann Amit Hedvat Romi Paritzki Ofir Shaham Diana Svertsov 36,450                                                                                               | Azerbaiyán Güllü Ağalarzadə Ləman Əlimuradova Kamilla Əliyeva Zeynəb Hümmətova Yelizaveta Luzan Darya Sorokina 34,750                             |
| Conjuntos 3 con cinta + 2 con pelota (19.06) | Italia · Martina Centofanti · Agnese Duranti · Alessia Maurelli · Daniela Mogurean · Laura Paris · Martina Santandrea · 34,250                                             | España · Ana Arnau · Inés Bergua · Valeria Márquez · Mireia Martínez · Patricia Pérez · Salma Solaun · 31,950                                                                                 | Azerbaiyán Güllü Ağalarzadə Ləman Əlimuradova Kamilla Əliyeva Zeynəb Hümmətova Yelizaveta Luzan Darya Sorokina 31,900                             |
| Conjuntos concurso completo (18.06)          | Israel Shani Bakanov Adar Friedmann Amit Hedvat Romi Paritzki Ofir Shaham Diana Svertsov 69,950                                                                            | Italia · Martina Centofanti · Agnese Duranti · Alessia Maurelli · Daniela Mogurean · Laura Paris · Martina Santandrea · 69,650                                                                | Azerbaiyán Güllü Ağalarzadə Ləman Əlimuradova Kamilla Əliyeva Zeynəb Hümmətova Yelizaveta Luzan Darya Sorokina 65,400                             |
| Concurso completo por equipos (18.06)        | Bulgaria Individual Boriana Kalein Stiliana Nikolova Conjunto Vaya Draganova Sofiya Ivanova Kameliya Petrova Rachel Stoyanov Zhenina Trashlieva Margarita Vasileva 331,150 | Italia · Individual · Milena Baldassarri · Sofia Raffaeli · Conjunto · Martina Centofanti · Agnese Duranti · Alessia Maurelli · Daniela Mogurean · Laura Paris · Martina Santandrea · 325,600 | Israel Individual Adi Asya Katz Daria Atamanov Conjunto Shani Bakanov Adar Friedmann Amit Hedvat Romi Paritzki Ofir Shaham Diana Svertsov 324,300 |

## Medallero
| Núm. | País       | Oro | Plata | Bronce | Total |
| ---- | ---------- | --- | ----- | ------ | ----- |
| 1    | Italia     | 4   | 3     | 0      | 7     |
| 2    | Bulgaria   | 3   | 1     | 2      | 6     |
| 3    | Israel     | 2   | 4     | 2      | 8     |
| 4    | España     | 0   | 1     | 0      | 1     |
| 5    | Azerbaiyán | 0   | 0     | 3      | 3     |
| 6    | Alemania   | 0   | 0     | 2      | 2     |
|      | TOTAL      | 9   | 9     | 9      | 27    |